# Yves Rocher (công ty)
Yves Rocher là một thương hiệu mỹ phẩm và làm đẹp toàn cầu, được doanh nhân người Pháp Yves Rocher (1930–2009) thành lập vào năm 1959 tại La Gacilly. Công ty có mặt ở 88 quốc gia trên năm châu lục và tuyển dụng 13,500 nhân viên, bao gồm hơn 215.000 thông qua các công việc gián tiếp bổ sung.
Tập đoàn Yves Rocher đạt doanh thu 2,012 tỷ euro vào năm 2004. Tập đoàn này cũng quản lý các thương hiệu Daniel Jouvance, Dr Pierre Ricaud, Isabel Derroisné, Petit Bateau, Kiotis, Stanhome và Galérie Noémie
Công ty bảo quản một khu vườn bách thảo, Jardin botanique Yves Rocher de La Gacilly, tại khu công nghiệp ở La Gacilly. Tại dây mở cửa cho công chúng miễn phí.
Trụ sở chính đặt tại Rennes (Brittany).